# Резолюция Совета Безопасности ООН 683
Резолюция Совета Безопасности ООН 683 — резолюция, принятая 22 декабря 1990 г., на основании Резолюции 21 (1947), в которой утверждена территория опеки Японских подмандатных островов (с тех пор известная как Подопечная территория Тихоокеанские острова), а также Глава XII Устава Организации Объединенных Наций, в соответствии с которой, установлена система опеки Организации Объединенных Наций, совет определил, что в свете вступления в силу новых соглашений о статусе Федеративных Штатов Микронезии, Маршалловых Островов и Северных Марианских островов цели Соглашения об опеке были выполнены и поэтому расторгли Соглашение об опеке с этими государствами.
Совет также выразил надежду, что народ Палау, который еще не завершил переговоры, сможет беспрепятственно воспользоваться своим правом на самоопределение, как это уже сделали вышеупомянутые государства. В то же время Совбез заверил, что он будет помогать правительству Палау в достижении его окончательного статуса в определении своего будущего.
Резолюция 683 была принята 14 голосами «за», Куба проголосовала против резолюции, заявив, что, по ее мнению, совет должным образом не выполнил свои обязанности. Представитель Кубы сказал, что это должно было дать жителям соответствующих территорий возможность объяснить, почему они против действий, предпринятых Совбезом.

## Голосование
| За (14) | Воздержались (0) | Против (1) |
| --- | ---------------- | ---------- |
| - Великобритания - США - Франция - Китай - СССР - Заир - Йемен - Канада - Колумбия - Кот-д’Ивуар - Малайзия - Румыния - Финляндия - Эфиопия |                  | - Куба     |

 * жирным выделены постоянные члены Совета Безопасности ООН